# Gibeauxia gibeauxi
Gibeauxia gibeauxi är en fjärilsart som beskrevs av Pierre Leraut 1988. Gibeauxia gibeauxi ingår i släktet Gibeauxia och familjen Crambidae. Inga underarter finns listade i Catalogue of Life.